# Ursula Unger
Ursula Unger (nacida Ursula Wagner, 25 de octubre de 1953) es una deportista de la RDA que compitió en remo.
Ganó dos medallas de oro en el Campeonato Mundial de Remo, en los años 1974 y 1975, y una medalla de oro en el Campeonato Europeo de Remo de 1973.

## Palmarés internacional
| Campeonato Mundial | Campeonato Mundial       | Campeonato Mundial | Campeonato Mundial       |
| Año                | Lugar                    | Medalla            | Prueba                   |
| ------------------ | ------------------------ | ------------------ | ------------------------ |
| 1974               | Lucerna (Suiza)          | Medalla de oro     | Cuatro scull con timonel |
| 1975               | Nottingham (Reino Unido) | Medalla de oro     | Cuatro scull con timonel |
| Campeonato Europeo |                          |                    |                          |
| Año                | Lugar                    | Medalla            | Prueba                   |
| 1973               | Moscú (URSS)             | Medalla de oro     | Cuatro scull con timonel |